# (100660) 1997 WL21
(100660) 1997 WL21 es un asteroide perteneciente al cinturón de asteroides descubierto el 30 de noviembre de 1997 por Takao Kobayashi desde el Observatorio de Ōizumi, Ōizumi, Japón.

## Designación y nombre
Designado provisionalmente como 1997 WL21.

## Características orbitales
1997 WL21 está situado a una distancia media del Sol de 2,624 ua, pudiendo alejarse hasta 3,220 ua y acercarse hasta 2,027 ua. Su excentricidad es 0,227 y la inclinación orbital 2,534 grados. Emplea 1552,62 días en completar una órbita alrededor del Sol.

## Características físicas
La magnitud absoluta de 1997 WL21 es 15,2. 